# Velčice
Velčice este o comună slovacă, aflată în districtul Zlaté Moravce din regiunea Nitra. Localitatea se află la altitudinea de 223 m deasupra n.m., se întinde pe o suprafață de 34,7 km2 și în 2017 număra 844 de locuitori.

## Istoric
Localitatea Velčice este atestată documentar din 1232.

## Demografie
| An:                | 1994 | 2004   | 2014   | 2024   |
| ------------------ | ---- | ------ | ------ | ------ |
| Număr de persoane: | 896  | 849    | 829    | 840    |
| Diferență:         |      | −5,24% | −2,35% | +1,32% |

| An:                | 2023 | 2024   |
| ------------------ | ---- | ------ |
| Număr de persoane: | 842  | 840    |
| Diferență:         |      | −0,23% |